# こち亀30周年企画
こち亀30周年企画（こちかめさんじっしゅうねんきかく）は、秋本治の漫画『こちら葛飾区亀有公園前派出所』（こち亀）の連載30周年を記念して『週刊少年ジャンプ』で2006年42号と45号にて行われた誌上イベント。

## 概要
2006年42号「両さんを探せ!」
『ジャンプ』に掲載された全ての漫画に『こち亀』の主人公である両津勘吉が何らかの形で登場した。本人いわく「パトロール」のつもりであったが、ストーリーの展開を止めてしまうなど無茶苦茶なパトロールであった。
2006年45号「亀祭り第2部」
42号に対するアンサー企画として、42号掲載の漫画から合計83の登場人物やアイテムが『こち亀』に登場した。
第2部は「42号掲載の漫画」が条件だったため、42号で連載が終了した『みえるひと』の登場人物が45号にも登場しており、逆に43号から連載開始された『P2! - let's Play Pingpong! -』の登場人物は登場しなかった。
単行本としては155巻に収録されている。

### 参加作品
アイシールド21
- 両さんを探せ! - 太陽スフィンクス対白秋ダイナソーズ戦の試合前に峨王が叫んで、驚いている観客の中に紛れこんでいる。
- 亀祭り第2部 - セナ、栗田、ヒル魔らが登場。

エム×ゼロ
- 両さんを探せ! - 生徒たちに混じって登場。
- 亀祭り第2部 - 九澄、愛花らが登場。

OVER TIME
- 両さんを探せ! - 背景に置かれていたジャンプの表紙に描かれている。
- 亀祭り第2部 - 鷹見（の取り憑いた琴吹）らが登場。

家庭教師ヒットマンREBORN!
- 両さんを探せ! - 背景のカレンダーに描かれている。
- 亀祭り第2部 - リボーン、ツナらが登場。

銀魂
- 両さんを探せ! - 最後のページでお妙が登場する際に密かにピースしている両津がいる。この作品ではウイルス兵器「RYO-II（リョウツー）」で両津化するというストーリーが翌週まで2話にわたり描かれた。両津化した感染者を「マユゾン」と言う。45号では「銀魂なんてほとんどわしだ!しかも2話も」という両津のセリフがあった。この話は1年後にアニメ化され[1]、両津勘吉役のラサール石井が友情出演（ラサールとしゃべる放送では次回予告にて他局（フジテレビ言うなれば）で放送される『こち亀』のアニメ（監督は同じ高松信司）の予告や冒頭のテレビを見る際の諸注意も、両さんの眉毛にこち亀のアニメで合唱風の物が使われた。
- 亀祭り第2部 - 銀時や神楽、定春などが登場。特に銀時と神楽は堂々と登場し「銀魂のコマに入ってくるな」と言ってきた。

斬
- 両さんを探せ! - 通行人として校門前に登場。
- 亀祭り第2部 - 斬などが登場。

真説ボボボーボ・ボーボボ
- 両さんを探せ! - ジャンプのパトロールという形で普通に両津勘吉が登場。ボーボボたちがストーリーそっちのけでもてなす。
- 亀祭り第2部 - ボーボボ、首領パッチなどが登場。コラボがあったため扱いが大きい。

太臓もて王サーガ
- 両さんを探せ! - ゴリラ姿の両津が召喚された。大原部長も登場。
- 亀祭り第2部 - 太臓、悠などが登場。コラボがあったため扱いが大きい。

D.Gray-man
- 両さんを探せ! - 扉絵とコマの欄外に両津が小さく描かれた。ただし単行本収録時には削除。
- 亀祭り第2部 - アレンや千年伯爵たちが登場。作者の星野桂が『こち亀』のアニメにアニメーターとして関わっていたため、アレンに対し両津はヘコヘコしていた。

テニスの王子様
- 両さんを探せ! - 試合中にコートのベンチに座る両津が登場（白石蔵ノ介対不二周助の白鯨をした場面）。
- 亀祭り第2部 - リョーマなどが登場。

To LOVEる -とらぶる-
- 両さんを探せ! - 背景に30周年記念のポスターが登場。
- 亀祭り第2部 - ララ、春菜などが登場。

謎の村雨くん
- 両さんを探せ! - 扉絵に両津勘吉が描かれていた。
- 亀祭り第2部 - 村雨などが登場。

NARUTO -ナルト-
- 両さんを探せ! - 背景の建物の上に登場。単行本収録時には削除されている。
- 亀祭り第2部 - ナルトやカカシたちが登場。

ピューと吹く!ジャガー
- 両さんを探せ! - ピヨ彦と山田サヤカが見詰め合ってお互いの名前をつぶやくシーンで突然登場。2人の名前をつぶやく。
- 亀祭り第2部 - ジャガー、ハマーなどが登場。コラボがあったため扱いが大きい（ジャガーとボーボボが掛け合いをしているなど）。

BLEACH
- 両さんを探せ! - 扉絵で雨竜が着ている服の模様の中に両津が隠されており、難易度が最も高かった。単行本収録時には削除されている。なお後に『太臓もて王サーガ』でパロディにされた（両津の代わりに太臓が隠れており、こちらも単行本では削除）。
- 亀祭り第2部 - 一護がポスターで登場。また、浮竹らも登場している。

魔人探偵脳噛ネウロ
- 両さんを探せ! - 電子ドラッグで暴徒と化した民衆の中に紛れて相手の口に笑顔で銃を突っ込む両津。また凶悪化した部長、署長も登場。
- 亀祭り第2部 - ネウロなどが登場。

みえるひと
- 両さんを探せ! - 大工仕事をしている明神があくびをしている場面の背景に、道路を歩きながらあくびをする両津の姿。この作品はこれが最終回であったため、45号のでは中川の台詞に「最終回にまで登場して迷惑をかけた」といった内容がある。
- 亀祭り第2部 - 姫乃、アズミ、イルカ、コクテン、キヨイが登場。

ムヒョとロージーの魔法律相談事務所
- 両さんを探せ! - 山の精霊の口の中にいる。
- 亀祭り第2部 - ムヒョなどが登場。

メゾン・ド・ペンギン
- 両さんを探せ! - 「ツキミちゃん」に両津が登場。また、最後のコマでたもっちゃんが『超こち亀』を持っている。
- 亀祭り第2部 - 管理Pさん、たもっちゃんたちが登場。

ONE PIECE
- 両さんを探せ! - ルフィとルッチの戦闘を眺める海軍兵士に混じって両津が登場。巻末コメントによると、「キャラクターの服にスクリーントーンを貼らないというポリシーを軽く破った」らしい。
- 亀祭り第2部 - ルフィやナミたちが登場。